# 第16軍 (日本軍)
第16軍（だいじゅうろくぐん）は、大日本帝国陸軍の軍の一つ。

## 沿革
1941年（昭和16年）11月5日に編制され南方軍に編入。オランダ植民地だったジャワ島攻略戦に投入され短期間で占領を果たし、140年以上続いたオランダによる植民地支配を崩壊させた。

以後、オランダ領東インド最大の都市ジャカルタを根拠地に軍政統治を担当。
1944年（昭和19年）3月27日、第7方面軍に編入される。

本軍は終戦まで存続し任務を完遂。終戦のわずか2日後の1945年（昭和20年）8月17日、本軍の活動に協力した後の初代大統領スカルノによりインドネシア共和国の独立が宣言された。

## 軍概要
- 通称号：治（おさむ）
- 編成時期：1941年11月5日
- 最終位置：ジャカルタ
- 上級部隊：第7方面軍

### 歴代司令官
- 今村均 中将：1941年11月6日 –
- 原田熊吉 中将：1942年11月9日 –
- 長野祐一郎 中将：1945年4月7日 – 11月3日
- （代）山本茂一郎 少将：1946年1月5日 –
- （代）馬淵逸雄 少将：1946年4月5日 - 1947年5月8日

### 歴代参謀長
- 岡崎清三郎 少将：1941年11月6日 –
- 国分新七郎 少将：1943年6月10日 –
- 山本茂一郎 少将：1944年11月14日 –

### 歴代参謀副長
- 原田義和 少将：1941年11月6日 –
- 中山寧人 大佐：1942年8月1日 –
- 山本茂一郎 少将：1943年3月11日 –
- 西村乙嗣 少将：1944年12月11日 –
- 中村淳次 少将：1945年5月31日 –

### 最終司令部構成
- 司令官：長野祐一郎中将
- 参謀長兼軍政監：山本茂一郎少将
- 参謀副長兼軍政監部総務部長：中村淳次少将
- 高級参謀：尾花義正大佐
- 高級副官：惣路照吉中佐
- 兵器部長：遠藤静一大佐
- 経理部長：西岡隆四主計大佐
- 軍医部長：場生松長夫軍医大佐
- 法務部長：小川利明法務少佐

### 最終所属部隊
- 第48師団
- 独立混成第27旅団：馬淵逸雄少将

- 独立混成第28旅団：岩部重雄少将

砲兵部隊
- 迫撃第5大隊：中島信二中佐（最終位置：ジャカルタ）
- 野戦重砲兵第12大隊：詠村洋少佐
- 野戦高射砲第32大隊：高橋光夫少佐（最終位置：スラバヤ）
- 野戦高射砲第72大隊：河村鉄三郎少佐 （最終位置：スンバロ島）

兵站部隊
- 第4鉄道輸送司令部：神田直光大佐（最終位置：バンドン）
- 自動車第28連隊：斎藤厳郎大佐（最終位置：ジャカルタ）
- 電信第15連隊：鈴木常喜大佐（最終位置：ジャカルタ）
- 第16軍憲兵隊：西田象三少将

病院・防疫給水部
- 第109兵站病院：川嶌一雄軍医中佐（最終位置：スンバワ島）
- 南方第5陸軍病院：池井貞夫軍医大佐（最終位置：ジャカルタ）
- 南方第6陸軍病院：高沢招次軍医中佐（最終位置：マゲラン）
- 南方第7陸軍病院：小川昌男軍医大佐（最終位置：スラバヤ）
- 第8防疫給水部：山本重美軍医少佐

第16軍補給廠
- 第16軍野戦兵器廠：藤本清市大佐
- 第16軍野戦自動車廠：徳沢軍鉞大佐
- 第16軍野戦貨物廠：土正雄主計大佐